# Zona habitável

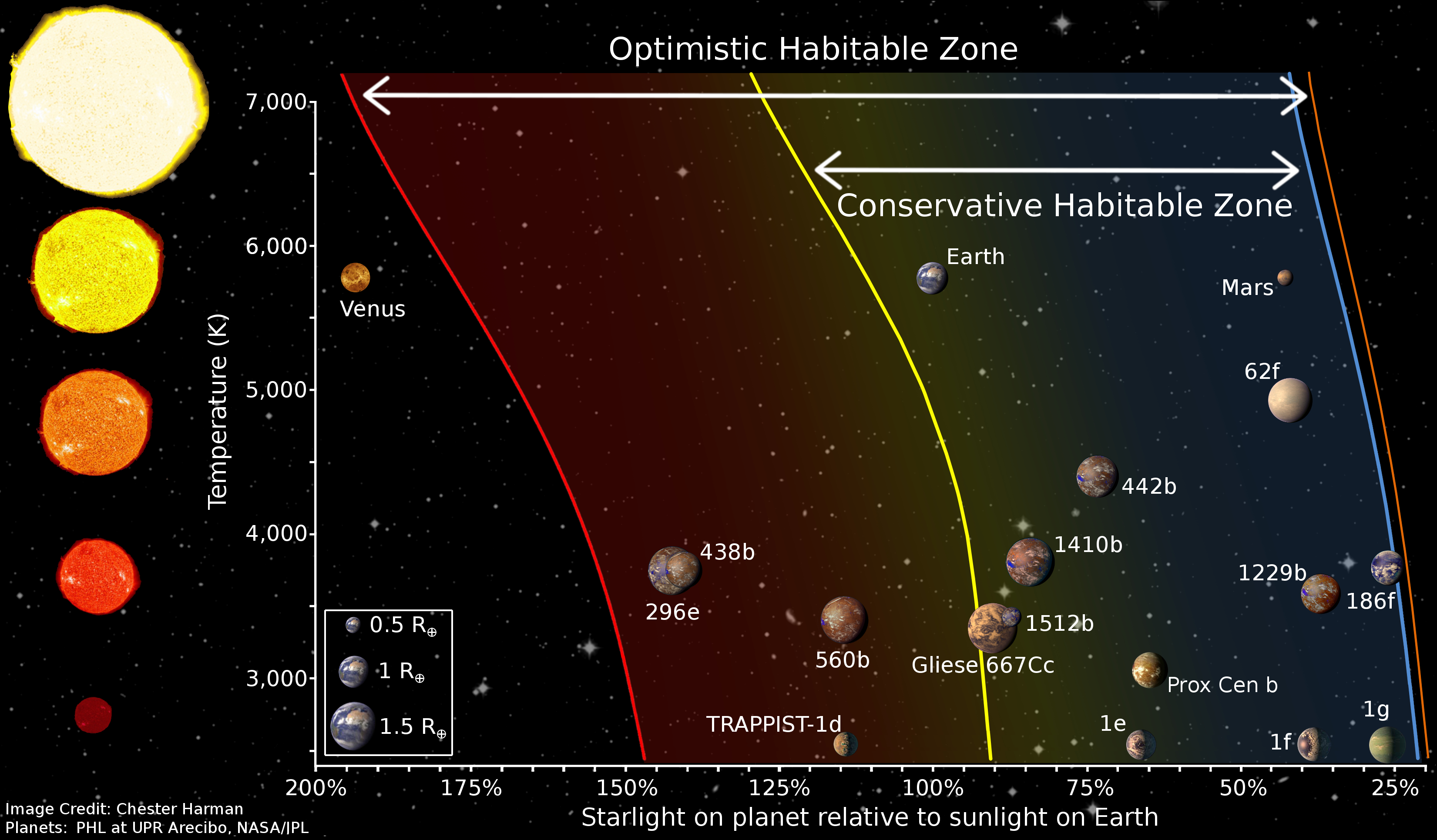
Um diagrama que descreve os limites da zona habitável em torno das estrelas e como os limites são afetados pelo tipo de estrela. Este gráfico inclui planetas do Sistema Solar (Vênus, Terra e Marte), bem como exoplanetas especialmente significativos, como TRAPPIST-1d, Kepler-186f e nosso vizinho mais próximo Proxima Centauri b

Em astronomia e astrobiologia, a zona habitável, ou zona habitável circunstelar, é a faixa de órbitas em torno de uma estrela dentro da qual uma superfície planetária pode suportar água líquida com pressão atmosférica suficiente. Os limites da zona habitável são baseados na posição da Terra no Sistema Solar e na quantidade de energia radiante que ela recebe do Sol. Devido à importância da água líquida para a biosfera da Terra, a natureza da zona habitável e os objetos dentro dela podem ser fundamentais para determinar o escopo e a distribuição de planetas capazes de sustentar vida extraterrestre e inteligência semelhantes à Terra.
A zona habitável também é chamada de goldilocks zone (zona cachinhos dourados), uma metáfora, alusão e antonomásia do conto de fadas "Goldilocks and the Three Bears" (Cachinhos Dourados e os Três Ursos), em que uma menina escolhe entre conjuntos de três itens, ignorando os que são muito extremo (grande ou pequeno, quente ou frio, etc.) e escolhendo o do meio, que é "justo".
Desde que o conceito foi apresentado pela primeira vez em 1953, muitas estrelas foram confirmadas como possuindo um planeta na zona habitável, incluindo alguns sistemas que consistem em vários planetas na zona habitável. A maioria desses planetas, sejam super-Terras ou gigantes gasosos, são mais massivos que a Terra, porque os planetas massivos são mais fáceis de detectar. Em 4 de novembro de 2013, os astrônomos relataram, com base nos dados do Kepler, que poderia haver até 40 bilhões de planetas do tamanho da Terra orbitando nas zonas habitáveis de estrelas semelhantes ao Sol e anãs vermelhas na Via Láctea. Cerca de 11 bilhões deles podem estar orbitando estrelas semelhantes ao Sol. Proxima Centauri b, localizado a cerca de 4.2 anos-luz (1.3 parsecs) da Terra na constelação de Centaurus, é o exoplaneta mais próximo conhecido e está orbitando na zona habitável de sua estrela. A zona habitável também é de particular interesse para o campo emergente de habitabilidade de satélites naturais, porque luas de massa planetária na zona habitável podem superar em número os planetas.
Nas décadas seguintes, o conceito de zona habitável começou a ser desafiado como critério primário para a vida, de modo que o conceito ainda está em evolução. Desde a descoberta de evidências de água líquida extraterrestre, acredita-se que quantidades substanciais dela ocorram fora da zona habitável. O conceito de biosferas profundas, como a da Terra, que existem independentemente da energia estelar, agora são geralmente aceitos na astrobiologia, dada a grande quantidade de água líquida conhecida por existir nas litosferas e astenosferas do Sistema Solar. Sustentada por outras fontes de energia, como aquecimento de maré ou decaimento radioativo ou pressurizada por meios não atmosféricos, a água líquida pode ser encontrada mesmo em planetas órfãos ou em suas luas. A água líquida também pode existir em uma ampla gama de temperaturas e pressões como solução, por exemplo, com cloretos de sódio na água do mar na Terra, cloretos e sulfatos em Marte equatorial, ou amoniatos, devido às suas diferentes propriedades coligativas. Assim, o termo Goldilocks Edge (Borda Cachinhos Dourados) também foi sugerido. Além disso, outras zonas circunstelares, onde solventes não-água favoráveis à vida hipotética com base em bioquímicas alternativas poderiam existir na forma líquida na superfície, foram propostas.

## História
Uma estimativa do alcance das distâncias do Sol que permitem a existência de água líquida aparece nos Princípios de Isaac Newton (Livro III, Seção 1, corol. 4).
O conceito de zona habitável foi introduzido pela primeira vez em 1913, por Edward Walter Maunder em seu livro "Are The Planets Habited?". O conceito foi discutido mais tarde em 1953 por Hubertus Strughold, que em sua dissertação The Green and the Red Planet: A Physiological Study of the Possibility of Life on Mars (O Planeta Verde e o Planeta Vermelho: Um Estudo Fisiológico da Possibilidade de Vida em Marte), cunhou o termo "ecosfera" e se referiu a várias "zonas" nas quais a vida poderia surgir. No mesmo ano, Harlow Shapley escreveu "Liquid Water Belt" (Cinturão de Água Líquida), que descrevia o mesmo conceito com mais detalhes científicos. Ambos os trabalhos enfatizaram a importância da água líquida para a vida. Su-Shu Huang, um astrofísico americano, introduziu pela primeira vez o termo "zona habitável" em 1959 para se referir à área em torno de uma estrela onde a água líquida poderia existir em um corpo suficientemente grande, e foi o primeiro a introduzi-lo no contexto de habitabilidade planetária e vida extraterrestre. Um dos principais contribuintes para o conceito de zona habitável, Huang argumentou em 1960 que as zonas habitáveis, e por extensão, a vida extraterrestre, seriam incomuns em vários sistemas estelares, dadas as instabilidades gravitacionais desses sistemas.
O conceito de zonas habitáveis foi desenvolvido em 1964 por Stephen H. Dole em seu livro Habitable Planets for Man (Planetas Habitáveis para o Homem), no qual ele discutiu o conceito de zona habitável, bem como vários outros determinantes da habitabilidade planetária, eventualmente estimando o número de planetas habitáveis na Via Láctea em cerca de 600 milhões. Ao mesmo tempo, o autor de ficção científica Isaac Asimov introduziu o conceito de uma zona habitável ao público em geral através de suas várias explorações de colonização espacial. O termo "zona Cachinhos Dourados" surgiu na década de 1970, referindo-se especificamente a uma região em torno de uma estrela cuja temperatura é "perfeita" para que a água esteja presente na fase líquida. Em 1993, o astrônomo James Kasting introduziu o termo "zona habitável circunstelar" para se referir mais precisamente à região então (e ainda) conhecida como zona habitável. Kasting foi o primeiro a apresentar um modelo detalhado para a zona habitável para exoplanetas.
Uma atualização do conceito de zona habitável veio em 2000, quando os astrônomos Peter Ward e Donald E. Brownlee, introduziram a ideia da "zona habitável galáctica", que mais tarde desenvolveram com Guillermo Gonzalez. A zona habitável galáctica, definida como a região onde é mais provável que a vida emerja em uma galáxia, abrange aquelas regiões próximas o suficiente de um Centro Galáctico para que as estrelas sejam enriquecidas com elementos mais pesados, mas não tão próximas que sistemas estelares, órbitas planetárias e o surgimento da vida seria frequentemente interrompido pela intensa radiação e enormes forças gravitacionais comumente encontradas nos centros galácticos.
Posteriormente, alguns astrobiólogos propõem que o conceito seja estendido a outros solventes, incluindo dihidrogênio, ácido sulfúrico, dinitrogênio, formamida e metano, entre outros, o que daria suporte a formas de vida hipotéticas que usam uma bioquímica alternativa. Em 2013, mais desenvolvimentos nos conceitos de zona habitável foram feitos com a proposta de uma zona habitável planetária circum, também conhecida como "borda habitável", para abranger a região ao redor de um planeta onde as órbitas dos satélites naturais não seriam interrompidas, e ao mesmo tempo, o aquecimento de maré do planeta não faria a água líquida evaporar.
Observou-se que o termo atual de 'zona habitável' gera confusão, pois o nome sugere que os planetas dessa região possuirão um ambiente habitável. No entanto, as condições da superfície dependem de uma série de diferentes propriedades individuais desse planeta. Este mal-entendido é refletido em relatos entusiasmados de 'planetas habitáveis'. Uma vez que é completamente desconhecido se as condições nesses planetas de zonas habitáveis distantes podem hospedar vida, é necessária uma terminologia diferente.

## Determinação

Propriedades termodinâmicas da água descrevendo as condições na superfície dos planetas terrestres: Marte está próximo do ponto triplo, a Terra no líquido; e Vênus perto do ponto crítico

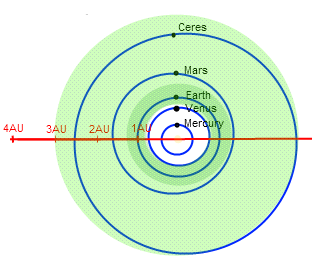
O intervalo de estimativas publicadas para a extensão da zona habitável do Sol. A zona habitável conservadora é indicada por uma faixa verde-escura cruzando a borda interna do afélio de Vênus, enquanto uma zona habitável estendida, estendendo-se até a órbita do planeta anão Ceres, é indicada por uma faixa verde claro

Se um corpo está na zona habitável de sua estrela hospedeira depende do raio da órbita do planeta (para satélites naturais, a órbita do planeta hospedeiro), da massa do próprio corpo e do fluxo radiativo da estrela hospedeira. Dada a grande disseminação nas massas de planetas dentro de uma zona habitável, juntamente com a descoberta de planetas super-Terra que podem sustentar atmosferas mais espessas e campos magnéticos mais fortes do que a Terra, as zonas habitáveis estão agora divididas em duas regiões separadas, um "zona habitável conservadora" na qual planetas de menor massa como a Terra podem permanecer habitáveis, complementada por uma "zona habitável estendida" na qual um planeta como Vênus, com efeito estufa mais forte, pode ter a temperatura certa para a existência de água líquida na superfície.

### Estimativas do Sistema Solar
As estimativas para a zona habitável dentro do Sistema Solar variam de 0,38 a 10 unidades astronômicas (UA), embora chegar a essas estimativas tenha sido um desafio por várias razões. Numerosos objetos de massa planetária orbitam dentro ou perto dessa faixa e, como tal, recebem luz solar suficiente para elevar as temperaturas acima do ponto de congelamento da água. No entanto, suas condições atmosféricas variam substancialmente.
O afélio de Vênus, por exemplo, toca a borda interna da zona na maioria das estimativas e, embora a pressão atmosférica na superfície seja suficiente para a água líquida, um forte efeito estufa eleva as temperaturas da superfície para 462 °C em que a água só pode existir como vapor. As órbitas inteiras da Lua, Marte, e numerosos asteroides também estão dentro de várias estimativas da zona habitável. Apenas nas elevações mais baixas de Marte (menos de 30% da superfície do planeta) a pressão atmosférica e a temperatura são suficientes para que a água, se presente, exista na forma líquida por curtos períodos. Em Hellas Planitia, por exemplo, as pressões atmosféricas podem atingir 1.115 Pa e temperaturas acima de 0 °C (cerca do ponto triplo da água) por 70 dias no ano marciano. Apesar da evidência indireta na forma de fluxos sazonais nas encostas quentes de Marte, nenhuma confirmação foi feita da presença de água líquida lá. Enquanto outros objetos orbitam parcialmente dentro desta zona, incluindo cometas, Ceres é o único com massa planetária. Uma combinação de baixa massa e incapacidade de mitigar a evaporação e a perda de atmosfera contra o vento solar tornam impossível para esses corpos sustentar água líquida em sua superfície.
Apesar disso, estudos são fortemente sugestivos de água líquida passada na superfície de Vênus, Marte, Vesta e Ceres, sugerindo um fenômeno mais comum do que pensado anteriormente. Como a água líquida sustentável é considerada essencial para sustentar a vida complexa, a maioria das estimativas, portanto, é inferida do efeito que uma órbita reposicionada teria na habitabilidade da Terra ou de Vênus, pois sua gravidade superficial permite que uma atmosfera suficiente seja retida por vários bilhões anos.
De acordo com o conceito de zona habitável estendida, objetos de massa planetária com atmosferas capazes de induzir força radiativa suficiente poderiam possuir água líquida mais distante do Sol. Tais objetos podem incluir aqueles cujas atmosferas contêm um alto componente de gases de efeito estufa e planetas terrestres muito mais massivos que a Terra (planetas da classe super-Terra), que retiveram atmosferas com pressões de superfície de até 100 kbar. Não há exemplos de tais objetos no Sistema Solar para estudar; não se sabe o suficiente sobre a natureza das atmosferas desses tipos de objetos extrassolares, e sua posição na zona habitável não pode determinar o efeito da temperatura líquida de tais atmosferas, incluindo albedo induzido, antiestufa ou outras possíveis fontes de calor.
Para referência, a distância média do Sol de alguns grandes corpos dentro das várias estimativas da zona habitável é: Mercúrio, 0,39 UA; Vênus, 0,72 UA; Terra, 1 UA; Marte, 1,52 UA; Vesta, 2,36 UA; Ceres e Palas, 2,77 UA; Júpiter, 5,20 UA; Saturno, 9,58 UA. Nas estimativas mais conservadoras, apenas a Terra está dentro da zona; nas estimativas mais permissivas, até Saturno no periélio, ou Mercúrio no afélio, podem ser incluídos.
| Borda interna (UA) | Borda externa (UA) | Ano                          | Notas |
| ------------------ | ------------------ | ---------------------------- | --- |
| 0,725              | 1,24               | 1964, Dole                   | Usa atmosferas opticamente finas e albedos fixos. Coloca o afélio de Vênus dentro da zona. |
|                    | 1.005-1.008        | 1969, Budyko                 | Com base em estudos de modelos de feedback de albedo de gelo para determinar o ponto em que a Terra experimentaria a glaciação global. Esta estimativa foi apoiada em estudos de Sellers 1969 e North 1975. |
| 0,92-0,96          |                    | 1970, Rasool & De Bergh      | Com base em estudos da atmosfera de Vênus, Rasool & De Bergh concluíram que esta é a distância mínima na qual a Terra teria formado oceanos estáveis. |
| 0,958              | 1,004              | 1979, Hart                   | Baseado em modelagem computacional e simulações da evolução da composição atmosférica da Terra e da temperatura da superfície. Esta estimativa tem sido frequentemente citada por publicações posteriores. |
|                    | 3,0                | 1992, Fogg                   | Usou o ciclo do carbono para estimar a borda externa da zona habitável. |
| 0,95               | 1,37               | 1993, Kasting et al.         | Fundou a definição de trabalho mais comum da zona habitável usada hoje. Assume que CO2 e H2O são os principais gases de efeito estufa como são para a Terra. Argumentou que a zona habitável é ampla por causa do ciclo carbonato-silicato. Notou o efeito de resfriamento do albedo da nuvem. A tabela mostra os limites conservadores. Os limites otimistas foram de 0,84-1,67 UA. |
|                    | 2,0                | 2010, Spiegel et al.         | Propôs que a água líquida sazonal é possível até este limite ao combinar alta obliquidade e excentricidade orbital. |
| 0,75               |                    | 2011, Abe et al.             | Descobriu que "planetas desérticos" dominados por terra com água nos polos poderiam existir mais perto do Sol do que planetas aquáticos como a Terra. |
|                    | 10                 | 2011, Pierrehumbert & Gaidos | Planetas terrestres que acumulam dezenas a milhares de barras de hidrogênio primordial do disco protoplanetário podem ser habitáveis a distâncias que se estendem até 10 UA no Sistema Solar. |
| 0,77-0,87          | 1,02-1,18          | 2013, Vladilo et al.         | A borda interna da zona habitável é mais próxima e a borda externa é mais distante para pressões atmosféricas mais altas; determinada pressão atmosférica mínima exigida para ser 15 mbar. |
| 0,99               | 1,70               | 2013, Kopparapu et al.       | Estimativas revisadas de Kasting et al. (1993) usando algoritmos atualizados de estufa úmida e perda de água. De acordo com essa medida, a Terra está na borda interna da zona habitável e próxima, mas apenas fora, do limite da estufa úmida. Assim como Kasting et al. (1993), isso se aplica a um planeta semelhante à Terra onde o limite de "perda de água" (estufa úmida), na borda interna da zona habitável, é onde a temperatura atingiu cerca de 60 ºC e é alta o suficiente, até a troposfera, que a atmosfera se tornou totalmente saturada com vapor de água. Uma vez que a estratosfera se torna úmida, a fotólise do vapor de água libera hidrogênio no espaço. Neste ponto, o resfriamento por feedback da nuvem não aumenta significativamente com o aquecimento adicional. O limite de "estufa máxima", na borda externa, é onde uma atmosfera dominada por CO2, de cerca de 8 bars, produziu a quantidade máxima de aquecimento de efeito estufa, e aumentos adicionais de CO2 não criarão aquecimento suficiente para evitar o congelamento catastrófico de CO2 fora da atmosfera. Os limites otimistas foram 0,97-1,70 UA. Esta definição não leva em consideração o possível aquecimento radiativo por nuvens de CO2. |
| 0,38               |                    | 2013, Zsom et al.            | Estimativa baseada em várias combinações possíveis de composição atmosférica, pressão e umidade relativa da atmosfera do planeta. |
| 0,95               |                    | 2013, Leconte et al.         | Usando modelos 3-D, esses autores calcularam uma borda interna de 0,95 UA para o Sistema Solar. |
| 0,95               | 2,4                | 2017, Ramirez & Kaltenegger  | Uma expansão da zona habitável clássica de dióxido de carbono-vapor de água assumindo uma concentração atmosférica de hidrogênio vulcânico de 50%. |
| 0,93-0,91          |                    | 2019, Gomez-Leal et al.      | Estimativa do limiar de estufa úmida medindo a proporção de mistura de água na estratosfera inferior, a temperatura da superfície e a sensibilidade climática em um análogo à Terra com e sem ozônio, usando um modelo climático global (GCM). Ele mostra a correlação de um valor de razão de mistura de água de 7 g/kg, uma temperatura de superfície de cerca de 320 K e um pico de sensibilidade climática em ambos os casos. |
| 0,99               | 1,004              |                              | Estimativa limitada mais apertada de cima |
| 0,38               | 10                 |                              | Estimativa mais relaxada de cima |

### Extrapolação extra-solar
Os astrônomos usam o fluxo estelar e a lei do inverso quadrado para extrapolar modelos de zonas habitáveis criados para o Sistema Solar para outras estrelas. Por exemplo, de acordo com a estimativa de zona habitável de Kopparapu, embora o Sistema Solar tenha uma zona habitável centrada a 1,34 UA do Sol, uma estrela com 0,25 vezes a luminosidade do Sol teria uma zona habitável centrada em {\displaystyle {\sqrt {0,25}}}, ou 0,5, a distância da estrela, correspondendo a uma distância de 0,67 UA. Vários fatores complicadores, no entanto, incluindo as características individuais das próprias estrelas, significam que a extrapolação extra-solar do conceito de zona habitável é mais complexa.

#### Tipos espectrais e características do sistema estelar
Alguns cientistas argumentam que o conceito de zona habitável é, na verdade, limitado a estrelas em certos tipos de sistemas ou de certos tipos espectrais. Os sistemas binários, por exemplo, têm zonas habitáveis que diferem dos sistemas planetários de uma única estrela, além das preocupações de estabilidade orbital inerentes a uma configuração de três corpos. Se o Sistema Solar fosse um sistema binário, os limites externos da zona habitável resultante poderiam se estender até 2,4 UA.
Com relação aos tipos espectrais, Zoltán Balog propõe que as estrelas do classe O não podem formar planetas devido à fotoevaporação causada por suas fortes emissões ultravioleta. Estudando as emissões ultravioleta, Andrea Buccino descobriu que apenas 40% das estrelas estudadas (incluindo o Sol) tinham água líquida sobreposta e zonas habitáveis ultravioleta. Estrelas menores que o Sol, por outro lado, têm impedimentos distintos à habitabilidade. Por exemplo, Michael Hart propôs que apenas estrelas da sequência principal de classe espectral K0 ou mais brilhantes poderiam oferecer zonas habitáveis, uma ideia que evoluiu nos tempos modernos para o conceito de um raio de bloqueio de maré para anãs vermelhas. Dentro deste raio, que coincide com a zona habitável da anã vermelha, foi sugerido que o vulcanismo causado pelo aquecimento de maré poderia causar um planeta "Vênus de maré" com altas temperaturas e nenhum ambiente hospitaleiro para a vida.
Outros sustentam que as zonas habitáveis são mais comuns e que é de fato possível que a água exista em planetas que orbitam estrelas mais frias. O modelo climático de 2013 apoia a ideia de que as estrelas anãs vermelhas podem suportar planetas com temperaturas relativamente constantes sobre suas superfícies, apesar do bloqueio de maré. O professor de astronomia Eric Agol argumenta que mesmo as anãs brancas podem suportar uma zona habitável relativamente breve através da migração planetária. Ao mesmo tempo, outros escreveram em apoio semelhante a zonas habitáveis temporárias semi-estáveis em torno de anãs marrons. Além disso, uma zona habitável nas partes externas dos sistemas estelares pode existir durante a fase pré-sequência principal da evolução estelar, especialmente em torno de anãs M, potencialmente durando por escalas de tempo de bilhões de anos.

#### Evolução estelar

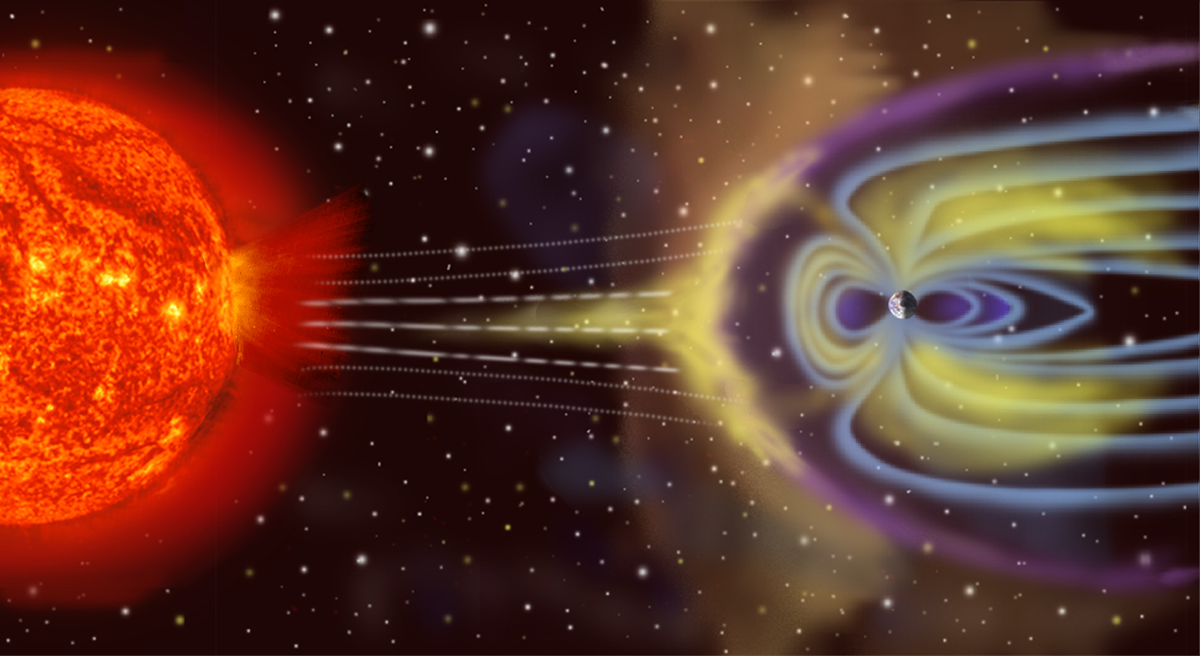
A proteção natural contra o clima espacial, como a magnetosfera retratada nesta versão artística, pode ser necessária para os planetas sustentarem a água da superfície por períodos prolongados

As zonas habitáveis mudam ao longo do tempo com a evolução estelar. Por exemplo, estrelas quentes de classe O, que podem permanecer na sequência principal por menos de 10 milhões de anos, teriam zonas habitáveis que mudam rapidamente, não conducentes ao desenvolvimento da vida. As estrelas anãs vermelhas, por outro lado, que podem viver por centenas de bilhões de anos na sequência principal, teriam planetas com tempo suficiente para a vida se desenvolver e evoluir. Mesmo enquanto as estrelas estão na sequência principal, porém, sua produção de energia aumenta constantemente, empurrando suas zonas habitáveis para mais longe; nosso Sol, por exemplo, era 75% tão brilhante no Arqueano quanto é agora, e no futuro, aumentos contínuos na produção de energia colocarão a Terra fora da zona habitável do Sol, mesmo antes de atingir a fase gigante vermelha. Para fazer face a este aumento de luminosidade, foi introduzido o conceito de zona continuamente habitável. Como o nome sugere, a zona continuamente habitável é uma região ao redor de uma estrela na qual corpos de massa planetária podem sustentar água líquida por um determinado período. Como a zona habitável geral, a zona continuamente habitável de uma estrela é dividida em uma região conservativa e estendida.
Em sistemas de anãs vermelhas, erupções estelares gigantescas que podem dobrar o brilho de uma estrela em minutos e enormes manchas estelares que podem cobrir 20% da área de superfície da estrela, têm o potencial de retirar um planeta habitável de sua atmosfera e água. Tal como acontece com estrelas mais massivas, porém, a evolução estelar muda sua natureza e fluxo de energia, então por volta de 1,2 bilhão de anos de idade, as anãs vermelhas geralmente se tornam suficientemente constantes para permitir o desenvolvimento da vida.
Uma vez que uma estrela tenha evoluído o suficiente para se tornar uma gigante vermelha, sua zona habitável mudará drasticamente em relação ao tamanho da sequência principal. Por exemplo, espera-se que o Sol engula a Terra anteriormente habitável como uma gigante vermelha. No entanto, uma vez que uma estrela gigante vermelha atinge o ramo horizontal, ela atinge um novo equilíbrio e pode sustentar uma nova zona habitável, que no caso do Sol seria de 7 a 22 UA. Nesse estágio, a lua de Saturno, Titã, provavelmente seria habitável no sentido de temperatura da Terra. Dado que esse novo equilíbrio dura cerca de 1 bilhão de anos, e porque a vida na Terra surgiu em 700 milhões de anos depois da formação do Sistema Solar, no máximo, a vida poderia se desenvolver em objetos de massa planetária na zona habitável das gigantes vermelhas. No entanto, em torno de uma estrela que queima hélio, processos vitais importantes, como a fotossíntese, só podem acontecer em planetas onde a atmosfera tem dióxido de carbono, pois quando uma estrela de massa solar se torna uma gigante vermelha, corpos de massa planetária já teriam absorvido muito de seu dióxido de carbono livre. Além disso, como Ramirez e Kaltenegger (2016) mostraram, ventos estelares intensos removeriam completamente as atmosferas desses corpos planetários menores, tornando-os inabitáveis de qualquer maneira. Assim, Titã não seria habitável mesmo depois que o Sol se tornasse uma gigante vermelha. No entanto, a vida não precisa se originar durante esse estágio de evolução estelar para ser detectada. Uma vez que a estrela se torna uma gigante vermelha e a zona habitável se estende para fora, a superfície gelada derrete, formando uma atmosfera temporária que pode ser procurada por sinais de vida que podem ter prosperado antes do início do estágio de gigante vermelha.

#### Planetas desérticos
As condições atmosféricas de um planeta influenciam sua capacidade de reter calor, de modo que a localização da zona habitável também é específica para cada tipo de planeta: planetas desérticos (também conhecidos como planetas secos), com muito pouca água, terão menos vapor d'água na atmosfera do que a Terra e, portanto, têm um efeito estufa reduzido, o que significa que um planeta desértico poderia manter oásis de água mais perto de sua estrela do que a Terra está do Sol. A falta de água também significa que há menos gelo para refletir o calor no espaço, de modo que a borda externa das zonas habitáveis do planeta desértico está mais distante.

#### Outras considerações

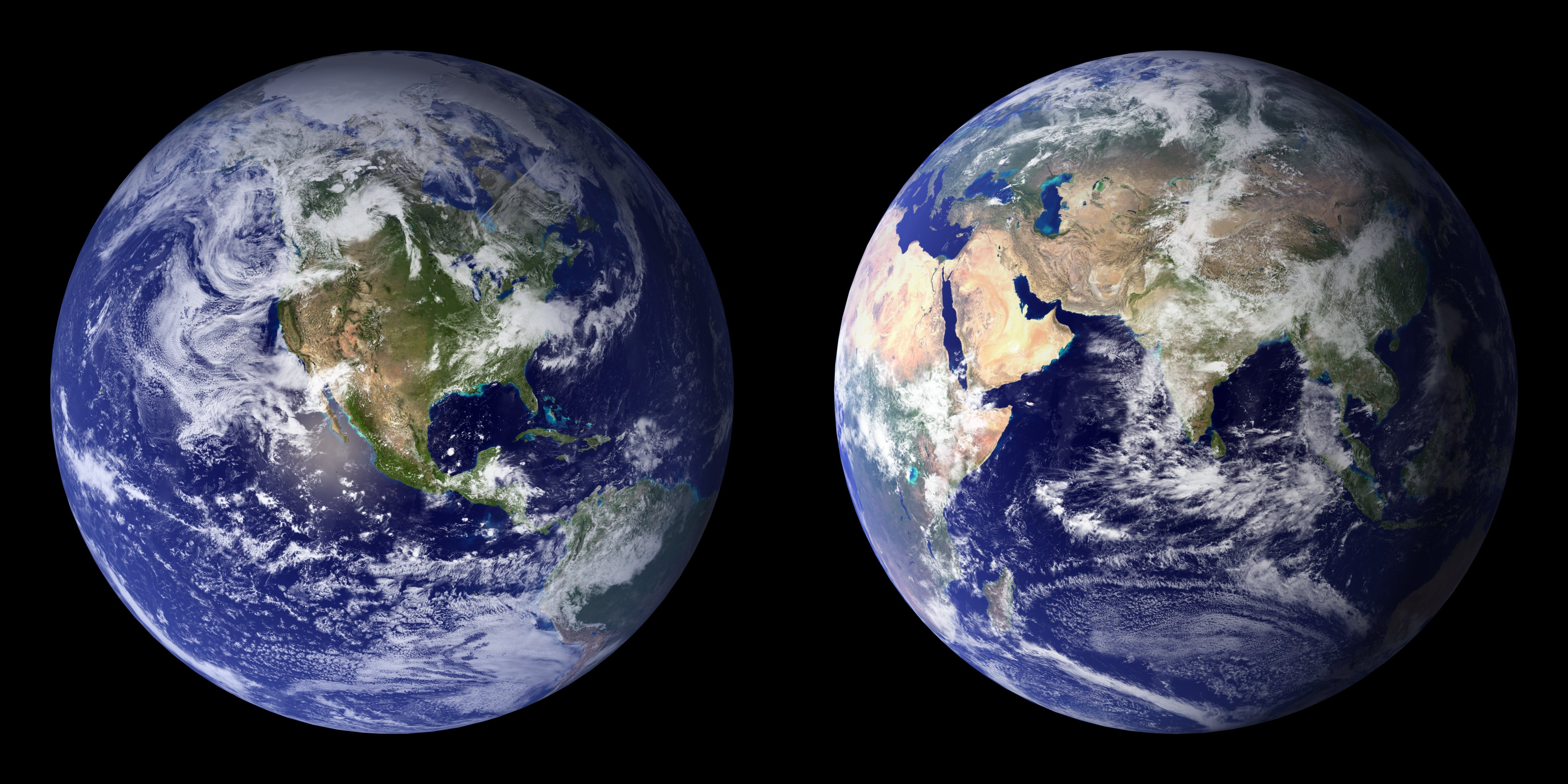
hidrosfera da Terra. A água cobre 71% da superfície da Terra, com o oceano global representando 97,3% da distribuição de água na Terra

Um planeta não pode ter uma hidrosfera, um ingrediente chave para a formação de vida baseada em carbono, a menos que haja uma fonte de água dentro de seu sistema estelar. A origem da água na Terra ainda não é completamente compreendida; possíveis fontes incluem o resultado de impactos com corpos gelados, desgaseificação, mineralização, vazamento de minerais Hidratos da litosfera e fotólise. Para um sistema extra-solar, um corpo gelado além da linha de gelo poderia migrar para a zona habitável de sua estrela, criando um planeta oceânico com mares com centenas de quilômetros de profundidade como Gliese 1214 b ou Kepler-22b pode ser.
A manutenção da água de superfície líquida também requer uma atmosfera suficientemente espessa. Possíveis origens de atmosferas terrestres são atualmente teorizadas para desgaseificação, desgaseificação de impacto e ingaseificação. Acredita-se que as atmosferas sejam mantidas por meio de processos semelhantes, juntamente com ciclos biogeoquímicos e a mitigação do escape atmosférico. Em um estudo de 2013 liderado pelo astrônomo italiano Giovanni Vladilo, foi demonstrado que o tamanho da zona habitável circunstelar aumentou com maior pressão atmosférica. Abaixo de uma pressão atmosférica de cerca de 15 milibares, descobriu-se que a habitabilidade não poderia ser mantida porque mesmo uma pequena mudança na pressão ou temperatura poderia tornar a água incapaz de se formar como um líquido.
Embora as definições tradicionais de zona habitável assumam que o dióxido de carbono e o vapor de água são os gases de efeito estufa mais importantes (como na Terra), um estudo liderado por Ramses Ramirez e a coautora Lisa Kaltenegger mostrou que o tamanho da zona habitável é grandemente aumentado se a prodigiosa emissão vulcânica de hidrogênio também for incluída junto com o dióxido de carbono e o vapor de água. A borda externa do Sistema Solar se estenderia até 2,4 UA nesse caso. Aumentos semelhantes no tamanho da zona habitável foram calculados para outros sistemas estelares. Um estudo anterior de Ray Pierrehumbert e Eric Gaidos havia eliminado completamente o conceito de CO2-H2O, argumentando que os planetas jovens poderiam acumular muitas dezenas a centenas de barras de hidrogênio do disco protoplanetário, fornecendo um efeito estufa suficiente para estender a energia solar na borda externa do sistema para 10 UA. Neste caso, porém, o hidrogênio não é continuamente reabastecido pelo vulcanismo e é perdido em milhões a dezenas de milhões de anos.
No caso de planetas que orbitam nas zonas habitáveis de estrelas anãs vermelhas, as distâncias extremamente próximas das estrelas causam o bloqueio de maré, um fator importante na habitabilidade. Para um planeta bloqueado por maré, o dia sideral é tão longo quanto o período orbital, fazendo com que um lado fique permanentemente voltado para a estrela hospedeira e o outro lado fique voltado para o lado oposto. No passado, pensava-se que tal bloqueio de maré causava calor extremo no lado voltado para as estrelas e frio intenso no lado oposto, tornando muitos planetas anões vermelhos inabitáveis; no entanto, modelos climáticos tridimensionais em 2013 mostraram que o lado de um planeta anão vermelho voltado para a estrela hospedeira poderia ter uma extensa cobertura de nuvens, aumentando seu albedo de bond e reduzindo significativamente as diferenças de temperatura entre os dois lados.
Os satélites naturais de massa planetária também têm potencial para serem habitáveis. No entanto, esses corpos precisam cumprir parâmetros adicionais, em particular estando localizados dentro das zonas habitáveis de seus planetas hospedeiros. Mais especificamente, as luas precisam estar longe o suficiente de seus planetas gigantes hospedeiros para que não sejam transformadas pelo aquecimento de maré em mundos vulcânicos como Io, mas devem permanecer dentro do raio de Hill do planeta para que não sejam puxados para fora da órbita de seu planeta hospedeiro. Anãs vermelhas que têm massas inferiores a 20% da massa do Sol não podem ter luas habitáveis em torno de planetas gigantes, pois o pequeno tamanho da zona habitável colocaria uma lua habitável tão perto da estrela que seria despojada de seu planeta hospedeiro. Em tal sistema, uma lua próxima o suficiente de seu planeta hospedeiro para manter sua órbita teria um aquecimento de maré tão intenso que eliminaria qualquer perspectiva de habitabilidade.

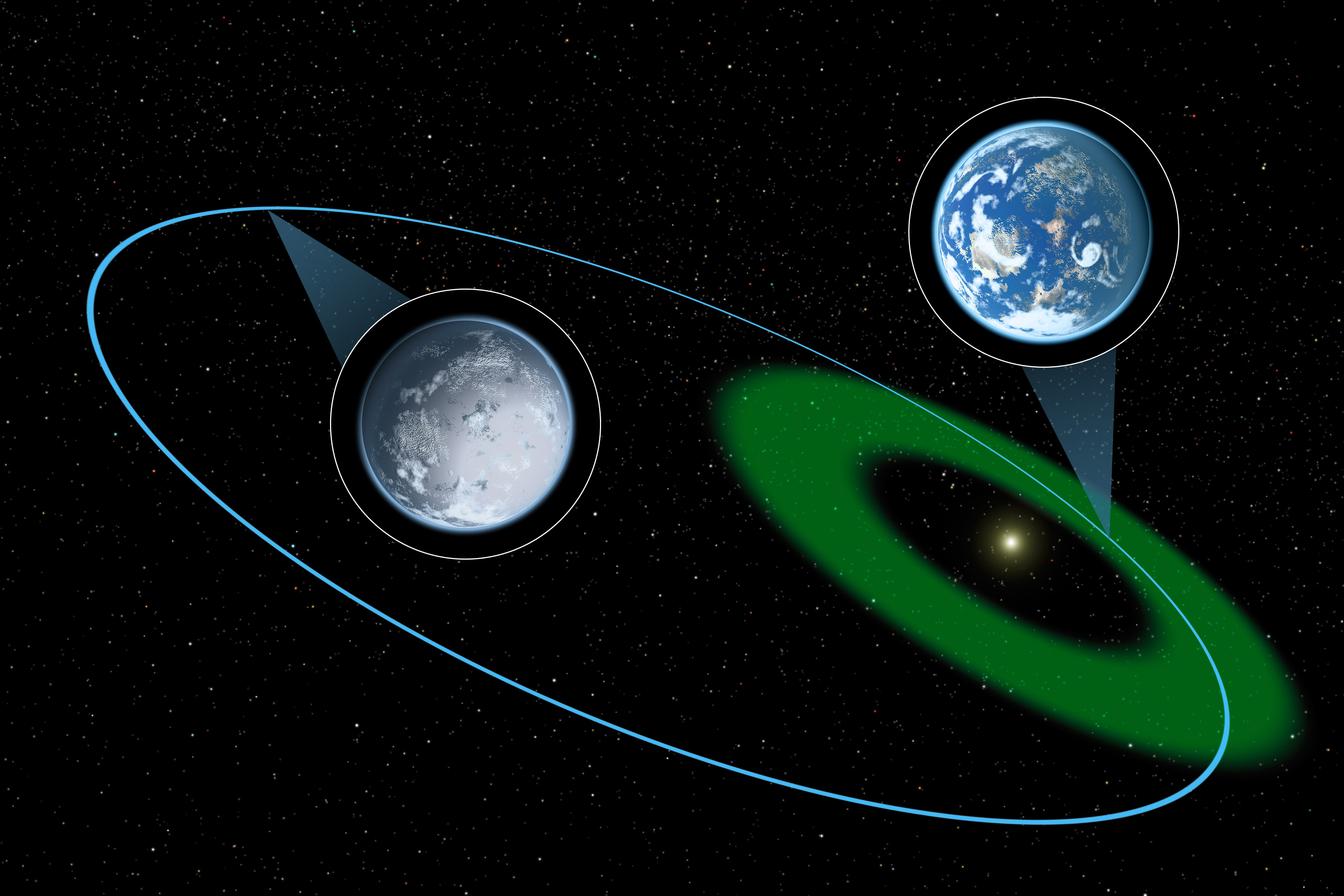
Concepção artística de um planeta em uma órbita excêntrica que passa pela zona habitável por apenas parte de sua órbita

Um objeto planetário que orbita uma estrela com alta excentricidade orbital pode passar apenas parte de seu ano na zona habitável e experimentar uma grande variação de temperatura e pressão atmosférica. Isso resultaria em mudanças de fase sazonais dramáticas, onde a água líquida pode existir apenas de forma intermitente. É possível que os habitats subterrâneos possam ser isolados de tais mudanças e que extremófilos na superfície ou perto dela possam sobreviver através de adaptações como hibernação (criptobiose) e/ou hipertermoestabilidade. Os tardígrados, por exemplo, podem sobreviver em temperaturas de estado desidratado entre 0.150 K (-273 °C) e 424 K (151 °C). A vida em um objeto planetário orbitando fora da zona habitável pode hibernar no lado frio à medida que o planeta se aproxima do apastron onde o planeta é mais frio e se torna ativo na aproximação do periastro quando o planeta está suficientemente quente.

## Descobertas extra-solares
Uma revisão de 2015 concluiu que os exoplanetas Kepler-62f, Kepler-186f e Kepler-442b eram provavelmente os melhores candidatos a serem potencialmente habitáveis. Estes estão a uma distância de 990, 490 e 1 120 anos-luz de distância, respectivamente. Destes, Kepler-186f é o tamanho mais próximo da Terra, com 1,2 vezes o raio da Terra, e está localizado na borda externa da zona habitável em torno de sua estrela anã vermelha. Entre os candidatos a exoplanetas terrestres mais próximos, Tau Ceti e está a 11,9 anos-luz de distância. Está na borda interna da zona habitável de seu sistema solar, dando-lhe uma temperatura média estimada da superfície de 68 °C.
Estudos que tentaram estimar o número de planetas terrestres dentro da zona habitável tendem a refletir a disponibilidade de dados científicos. Um estudo de 2013 de Ravi Kumar Kopparapu colocou ηe, a fração de estrelas com planetas na zona habitável, em 0,48, o que significa que pode haver cerca de 95 a 180 bilhões de planetas habitáveis na Via Láctea. No entanto, esta é apenas uma previsão estatística; apenas uma pequena fração desses possíveis planetas ainda foi descoberta.
Estudos anteriores foram mais conservadores. Em 2011, Seth Borenstein concluiu que existem cerca de 500 milhões de planetas habitáveis na Via Láctea. O estudo de 2011 do Laboratório de Propulsão a Jato da NASA, baseado em observações da missão Kepler, elevou o número um pouco, estimando que cerca de "1,4 a 2,7%" de todas as estrelas da classe espectral F, G e K devem ter planetas em suas zonas habitáveis.

### Descobertas iniciais
As primeiras descobertas de exoplanetas na zona habitável ocorreram apenas alguns anos após a descoberta dos primeiros exoplanetas. No entanto, essas primeiras detecções foram todas do tamanho de gigantes gasosos, e muitas em órbitas excêntricas. Apesar disso, estudos indicam a possibilidade de grandes luas semelhantes à Terra em torno desses planetas suportando água líquida. Uma das primeiras descobertas foi o 70 Virginis b, um gigante gasoso inicialmente apelidado de "Goldilocks" (Cachinhos Dourados) por não ser "muito quente" nem "muito frio". Estudos posteriores revelaram temperaturas análogas a Vênus, descartando qualquer potencial para água líquida. 16 Cygni Bb, também descoberto em 1996, tem uma órbita extremamente excêntrica que passa apenas parte do seu tempo na zona habitável, tal órbita causaria efeitos sazonais extremos. Apesar disso, as simulações sugeriram que um companheiro suficientemente grande poderia suportar água de superfície durante todo o ano.
Gliese 876 b, descoberto em 1998, e Gliese 876 c, descoberto em 2001, são ambos gigantes gasosos descobertos na zona habitável em torno de Gliese 876 que também podem ter grandes luas. Outro gigante gasoso, Upsilon Andromedae d, foi descoberto em 1999 orbitando a zona habitável de Upsilon Andromedae.
Anunciado em 4 de abril de 2001, HD 28185 b é um gigante gasoso que orbita inteiramente dentro da zona habitável de sua estrela e tem uma excentricidade orbital baixa, comparável à de Marte no Sistema Solar. As interações de maré sugerem que ele poderia abrigar satélites habitáveis de massa terrestre em órbita ao seu redor por muitos bilhões de anos, embora não esteja claro se esses satélites poderiam se formar em primeiro lugar.
HD 69830 d, um gigante gasoso com 17 vezes a massa da Terra, foi encontrado em 2006 orbitando dentro da zona habitável de HD 69830, a 41 anos-luz da Terra. No ano seguinte, 55 Cancri f foi descoberto dentro da zona habitável de sua estrela 55 Cancri A. Acredita-se que satélites hipotéticos com massa e composição suficientes sejam capazes de suportar água líquida em suas superfícies.
Embora, em teoria, esses planetas gigantes pudessem possuir luas, a tecnologia não existia para detectar luas ao seu redor, e nenhuma exolua foi descoberta. Planetas dentro da zona com potencial para superfícies sólidas eram, portanto, de muito maior interesse.

### Super-Terras habitáveis

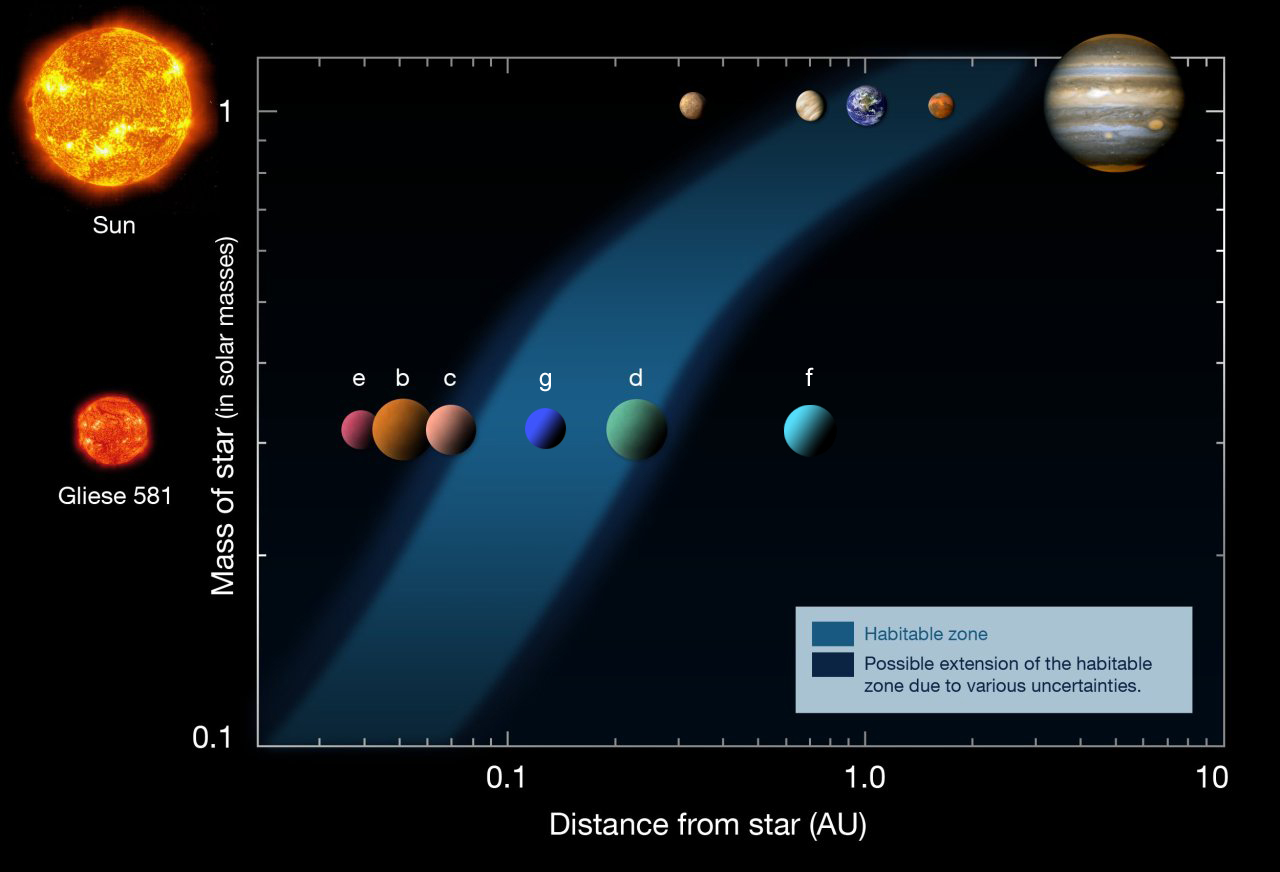
A zona habitável de Gliese 581 comparada com a zona habitável do Sistema Solar

A descoberta em 2007 de Gliese 581 c, a primeira Super-Terra na zona habitável, criou um interesse significativo no sistema pela comunidade científica, embora mais tarde se descobriu que o planeta tinha condições de superfície extremas que podem se assemelhar a Vênus. Gliese 581 d, outro planeta no mesmo sistema e considerado um melhor candidato para habitabilidade, também foi anunciado em 2007. Sua existência foi posteriormente desconfirmada em 2014, mas apenas por um curto período de tempo. A partir de 2015, o planeta não tem desconfirmações mais recentes. Gliese 581 g, outro planeta que se acredita ter sido descoberto na zona habitável do sistema, foi considerado mais habitável do que Gliese 581 c e d. No entanto, sua existência também foi desmentida em 2014, e os astrônomos estão divididos sobre sua existência.

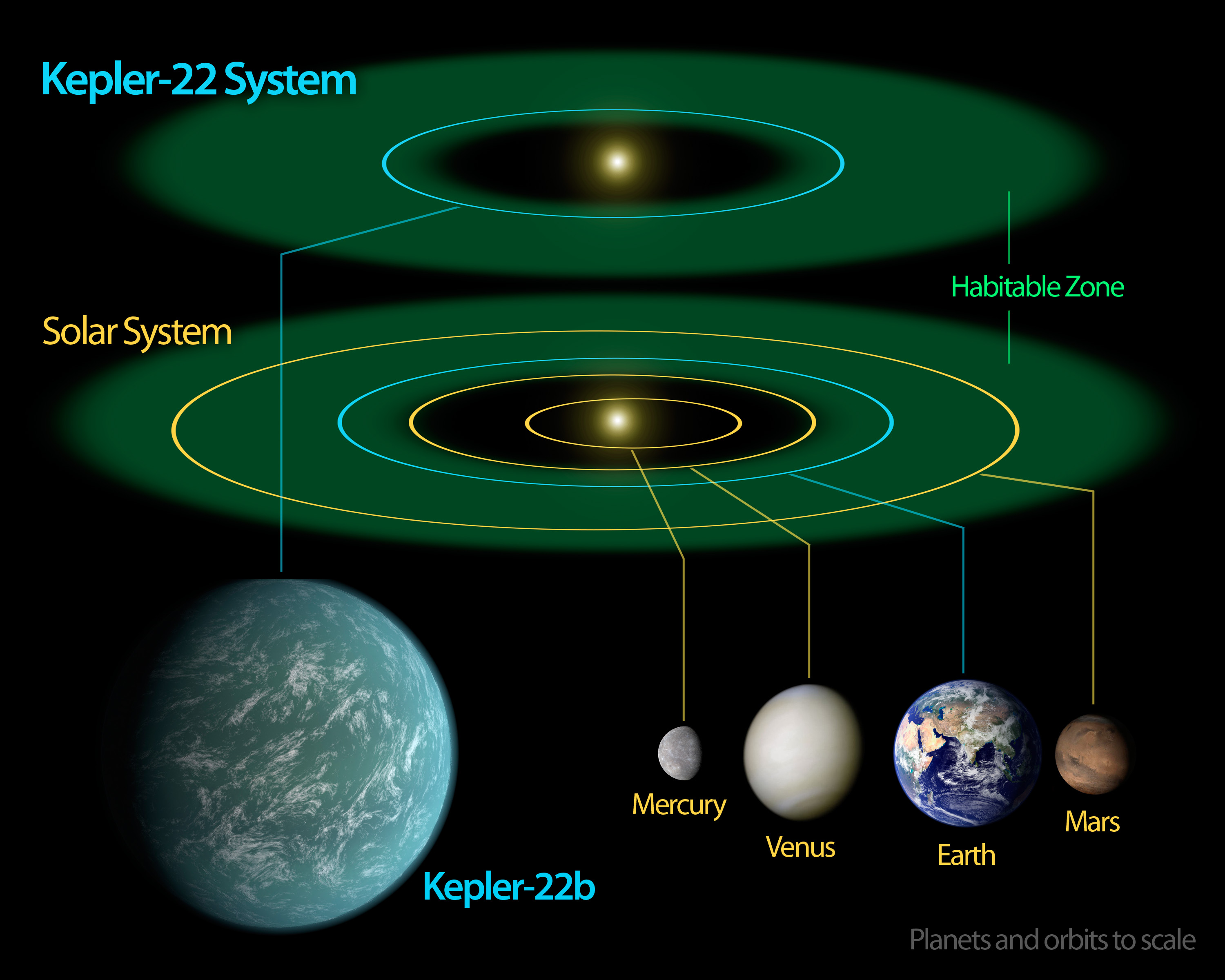
Um diagrama comparando o tamanho (impressão do artista) e a posição orbital do planeta Kepler-22b dentro da zona habitável da estrela semelhante ao Sol, Kepler-22 e a da Terra no Sistema Solar

Descoberto em agosto de 2011, HD 85512 b foi inicialmente especulado como habitável, mas os novos critérios de zona habitável desenvolvidos por Kopparapu et al. em 2013 colocam o planeta fora da zona habitável.
Kepler-22b, descoberto em dezembro de 2011 pela sonda espacial Kepler, é o primeiro exoplaneta em trânsito descoberto em torno de uma estrela parecida com o Sol. Com um raio de 2.4 vezes o da Terra, Kepler-22b foi previsto por alguns como um planeta oceânico. Gliese 667 Cc, descoberto em 2011, mas anunciado em 2012, é uma Super-Terra que orbita na zona habitável de Gliese 667 C. É um dos planetas mais parecidos com a Terra conhecidos.
Gliese 163 c, descoberto em setembro de 2012 em órbita ao redor da anã vermelha Gliese 163 está localizado a 49 anos-luz da Terra. O planeta tem 6,9 massas terrestres e 1,8 a 2,4 raios terrestres e, com sua órbita próxima, recebe 40% mais radiação estelar do que a Terra, levando a temperaturas de superfície de cerca de 60 °C. HD 40307 g, um planeta candidato descoberto provisoriamente em novembro de 2012, está na zona habitável de HD 40307. Em dezembro de 2012, Tau Ceti e e Tau Ceti f foram encontrados na zona habitável de Tau Ceti, uma estrela parecida com o Sol a 12 anos-luz de distância. Embora mais massivos que a Terra, eles estão entre os planetas menos massivos encontrados até hoje orbitando na zona habitável; no entanto, Tau Ceti f, como HD 85512 b, não se encaixava nos novos critérios de zona habitável estabelecidos pelo estudo de 2013 de Kopparapu. Atualmente é considerado inabitável.

### Planetas próximos do tamanho da Terra e análogos solares

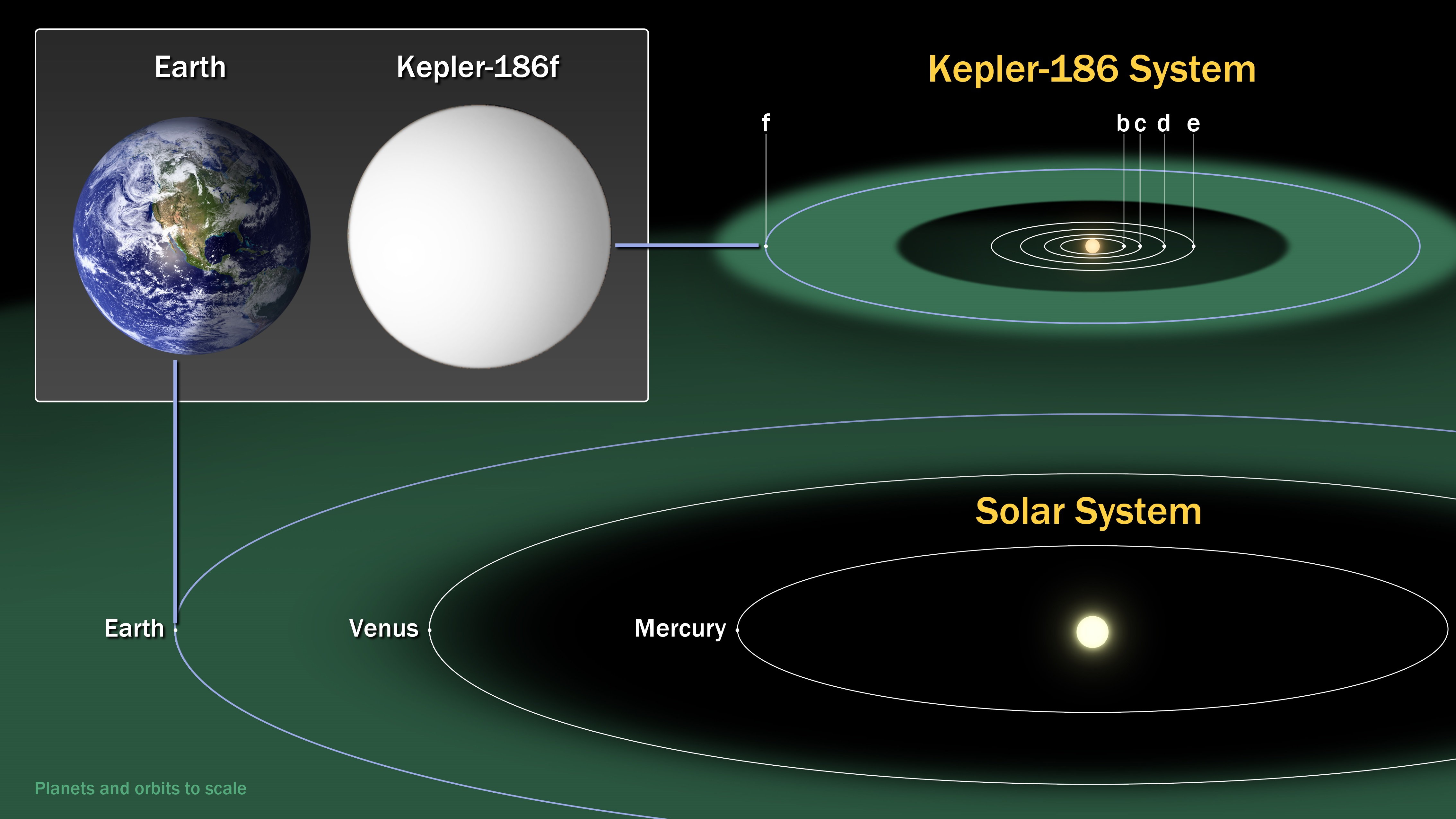
Comparação da posição da zona habitável do planeta do raio da Terra Kepler-186f e do Sistema Solar (17 de abril de 2014)

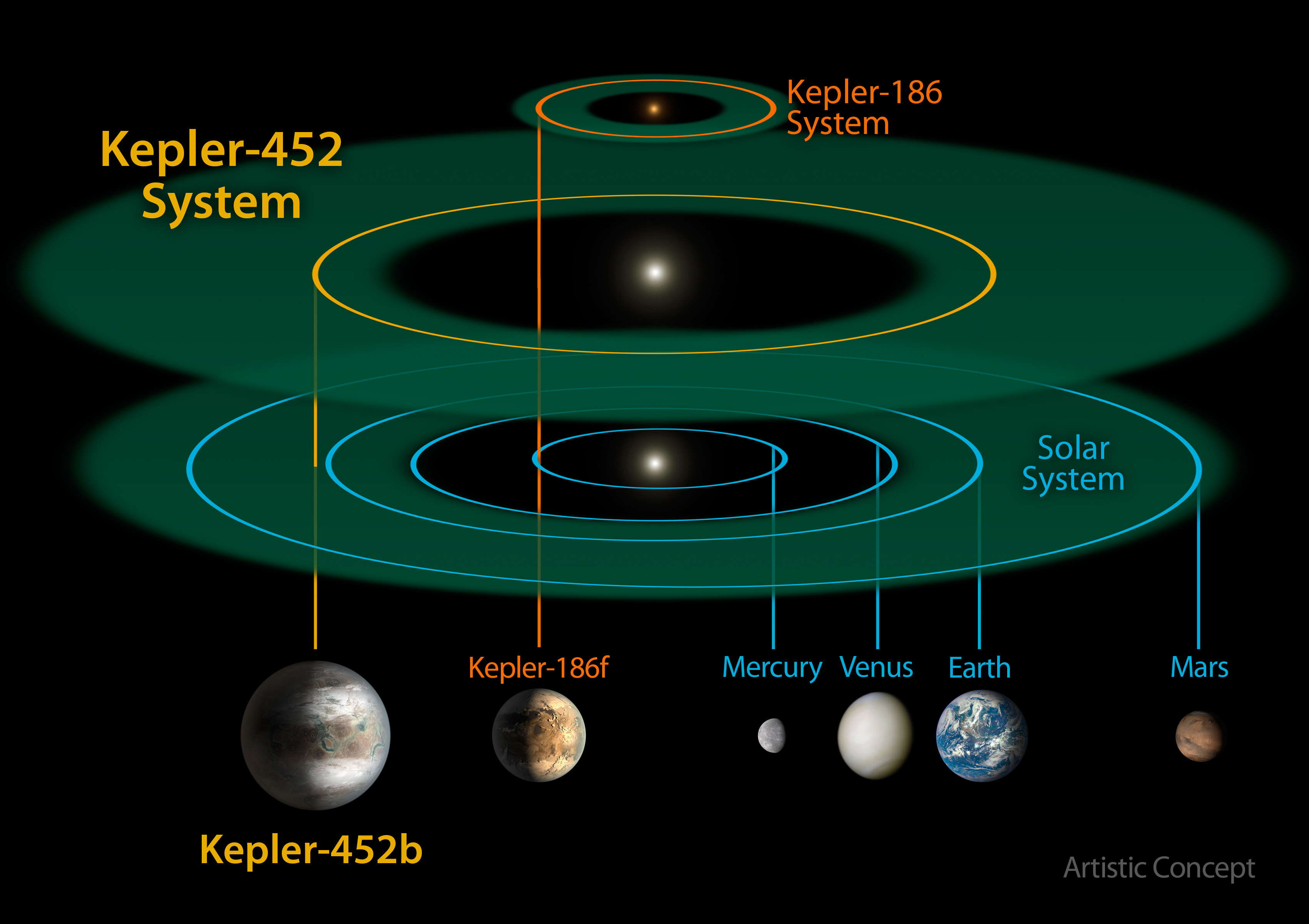
Embora maior que o Kepler-186f, a órbita e a estrela do Kepler-452b são mais semelhantes às da Terra

Descobertas recentes descobriram planetas que se acredita serem semelhantes em tamanho ou massa à Terra. As faixas "do tamanho da Terra" são normalmente definidas pela massa. A faixa mais baixa usada em muitas definições da classe Super-Terra é de 1,9 massas terrestres; da mesma forma, as Sub-Terras variam até o tamanho de Vênus (~0,815 massas terrestres). Um limite superior de 1,5 raios terrestres também é considerado, dado que acima de 1.5 RTerra a densidade média dos planetas diminui rapidamente com o aumento do raio, indicando que esses planetas têm uma fração significativa de voláteis por volume sobrejacentes a um núcleo rochoso. Um planeta genuinamente semelhante à Terra, um análogo à Terra ou “gêmeo da Terra”, precisaria atender a muitas condições além do tamanho e da massa; tais propriedades não são observáveis usando a tecnologia atual.
Um análogo solar (ou "gêmeo solar") é uma estrela que se assemelha ao Sol. Até o momento, nenhum gêmeo solar com uma correspondência exata com a do Sol foi encontrado. No entanto, algumas estrelas são quase idênticas ao Sol e são consideradas gêmeas solares. Um gêmeo solar exato seria uma estrela G2V com temperatura de 5 778 K, com 4.6 bilhões de anos, com a metalicidade correta e variação de 0,1% na luminosidade solar. Estrelas com idade de 4,6 bilhões de anos estão no estado mais estável. A metalicidade e o tamanho adequados também são críticos para a variação de baixa luminosidade.
Usando dados coletados pelo Telescópio Espacial Kepler da NASA e pelo Observatório W. M. Keck, os cientistas estimaram que 22% das estrelas do tipo solar na Via Láctea têm planetas do tamanho da Terra em sua zona habitável.
Em 7 de janeiro de 2013, astrônomos da equipe Kepler anunciaram a descoberta de Kepler-69c (anteriormente KOI-172.02), um candidato a exoplaneta do tamanho da Terra (1,7 vezes o raio da Terra) orbitando Kepler-69, uma estrela semelhante ao nosso Sol, na zona habitável e deverá oferecer condições habitáveis. A descoberta de dois planetas orbitando na zona habitável de Kepler-62, pela equipe Kepler, foi anunciada em 19 de abril de 2013. Os planetas, chamados Kepler-62e e Kepler-62f, são provavelmente planetas sólidos com tamanhos 1,6 e 1,4 vezes o raio da Terra, respectivamente.
Com um raio estimado em 1,1 o da Terra, Kepler-186f, descoberta anunciada em abril de 2014, é o tamanho mais próximo da Terra de um exoplaneta confirmado pelo método de trânsito, embora sua massa permaneça desconhecida a sua estrela hospedeira não é um análogo solar.
Kapteyn b, descoberto em junho de 2014, é um possível planeta terrestre de cerca de 4,8 massas terrestres e cerca de 1,5 raios terrestres foi encontrado orbitando a zona habitável da Estrela de Kapteyn, subanã vermelha, a 12,8 anos-luz de distância.
Em 6 de janeiro de 2015, a NASA anunciou o milésimo exoplaneta confirmado descoberto pelo Telescópio Espacial Kepler. Três dos exoplanetas recentemente confirmados orbitam dentro de zonas habitáveis de suas estrelas relacionadas: dois dos três, Kepler-438b e Kepler-442b, são quase do tamanho da Terra e provavelmente terrestres; a terceira, Kepler-440b, é uma Super-Terra. No entanto, Kepler-438b é um objeto de explosões poderosas, por isso agora é considerado inabitável. 16 de janeiro, K2-3d, um planeta de 1,5 raios terrestres foi encontrado orbitando dentro da zona habitável de K2-3, recebendo 1,4 vezes a intensidade da luz visível que a Terra.
Kepler-452b, anunciado em 23 de julho de 2015 é 50% maior que a Terra, provavelmente terrestre e leva aproximadamente 385 dias terrestres para orbitar a zona habitável de sua estrela de classe G (análogo solar) Kepler-452.
A descoberta de um sistema de três planetas com bloqueio de maré orbitando a zona habitável de uma estrela anã ultrafria, TRAPPIST-1, foi anunciada em maio de 2016. A descoberta é considerada significativa porque aumenta drasticamente a possibilidade de estrelas menores, mais frias, mais numerosas e mais próximas possuírem planetas habitáveis.
Dois planetas potencialmente habitáveis, descobertos pela missão K2 em julho de 2016 orbitando em torno da anã M K2-72 a cerca de 227 anos-luz do Sol: K2-72c e K2-72e são ambos de tamanho semelhante à Terra e recebem quantidades semelhantes de radiação estelar.
Anunciado em 20 de abril de 2017, o LHS 1140 b é uma Super-Terra superdensa a 39 anos-luz de distância, 6,6 vezes a massa da Terra e 1,4 vezes o raio, sua estrela tem 15% da massa do Sol, mas com atividade de erupção estelar muito menos observável do que a maioria das anãs M. O planeta é um dos poucos observáveis por trânsito e velocidade radial cuja massa é confirmada com uma atmosfera que pode ser estudada.
Descoberto pela velocidade radial em junho de 2017, com aproximadamente três vezes a massa da Terra, Luyten b orbita dentro da zona habitável da Estrela de Luyten, a apenas 12,2 anos-luz de distância.
A 11 anos-luz de distância, um segundo planeta mais próximo, Ross 128 b, foi anunciado em novembro de 2017 após um estudo de velocidade radial de uma década da estrela anã vermelha relativamente "silenciosa" Ross 128. Com 1,35 a massa da Terra é aproximadamente do tamanho da Terra e provavelmente terrestre em composição.
Descoberto em março de 2018, K2-155d tem cerca de 1.64 vezes o raio da Terra, é provavelmente terrestre e orbita na zona habitável de sua estrela anã vermelha a 203 anos-luz de distância.
Uma das primeiras descobertas do Transiting Exoplanet Survey Satellite (TESS) anunciada em 31 de julho de 2019 é um planeta Super-Terra Gliese 357 d orbitando a borda externa de uma anã vermelha a 31 anos-luz de distância.
K2-18b é um exoplaneta a 124 anos-luz de distância, orbitando na zona habitável do K2-18, uma anã vermelha. Este planeta é significativo para o vapor de água encontrado em sua atmosfera; isso foi anunciado em 17 de setembro de 2019.
Em setembro de 2020, os astrônomos identificaram 24 candidatos a planetas superhabitáveis (planetas melhores que a Terra), dentre mais de 5 000 exoplanetas confirmados atualmente, com base em parâmetros astrofísicos, bem como na história natural de formas de vida conhecidas na Terra.
| Exoplanetas notáveis – Telescópio Espacial Kepler |
| --- |
| Pequenos exoplanetas confirmados em zonas habitáveis (Kepler-62e, Kepler-62f, Kepler-186f, Kepler-296e, Kepler-296f, Kepler-438b, Kepler-440b, Kepler-442b) (Telescópio Espacial Kepler; 6 de janeiro de 2015). |

## Habitabilidade fora da zona habitável

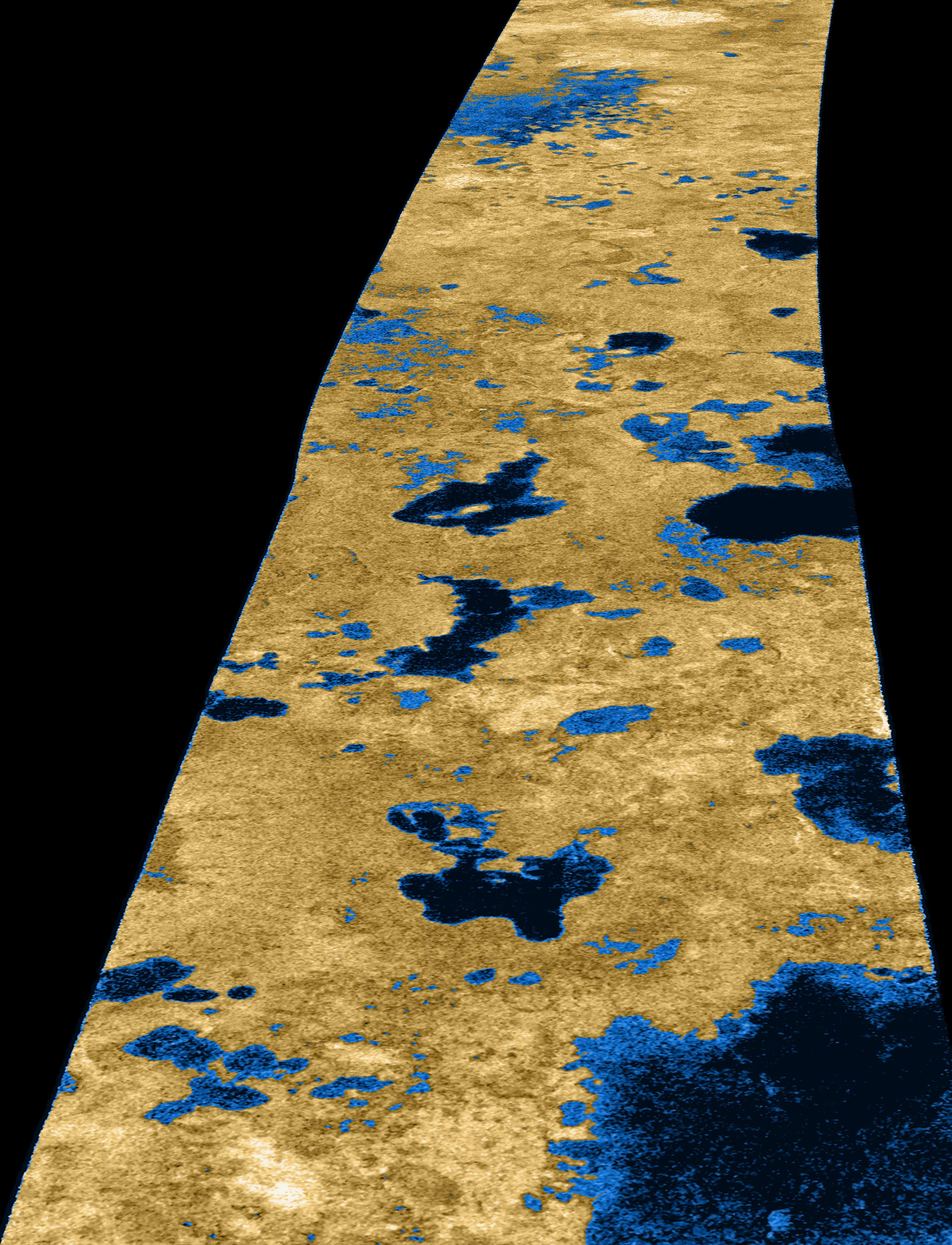
A descoberta de lagos de hidrocarbonetos na lua de Saturno, Titã, começou a questionar o chauvinismo de carbono que sustenta o conceito de zona habitável

Descobriu-se que ambientes de água líquida existem na ausência de pressão atmosférica e em temperaturas fora da faixa de temperatura da zona habitável. Por exemplo, as luas de Saturno Titã e Encélado e as luas de Júpiter Europa e Ganimedes, todas fora da zona habitável, podem conter grandes volumes de água líquida em oceanos subterrâneos.
Fora da zona habitável, o aquecimento de maré e o decaimento radioativo são duas possíveis fontes de calor que podem contribuir para a existência de água líquida. Abbot e Switzer (2011) apresentam a possibilidade de que a água subterrânea possa existir em planetas órfãos como resultado do aquecimento baseado em decaimento radioativo e isolamento por uma espessa camada superficial de gelo.
Com algumas teorias de que a vida na Terra pode realmente ter se originado em habitats subsuperficiais estáveis, foi sugerido que pode ser comum que habitats extraterrestres subterrâneos úmidos como esses, 'repletos de vida'. De fato, na própria Terra, os organismos vivos podem ser encontrados a mais de 6 km abaixo da superfície.
Outra possibilidade é que organismos fora da zona habitável possam usar bioquímicas alternativas que não necessitam de água. O astrobiólogo Christopher McKay sugeriu que o metano (
CH4) pode ser um solvente propício ao desenvolvimento de "criovida", com a "zona habitável de metano" do Sol sendo centrada a 11 UA da estrela. Essa distância coincide com a localização de Titã, cujos lagos e chuva de metano o tornam um local ideal para encontrar a criovida proposta por McKay. Além disso, testes de vários organismos descobriram que alguns são capazes de sobreviver em condições de zona extra-habitável.

## Significância para a vida complexa e inteligente
A hipótese da Terra Rara argumenta que a vida complexa e inteligente é incomum e que a zona habitável é um dos muitos fatores críticos. De acordo com Ward & Brownlee (2004) e outros, não apenas uma órbita de zona habitável e água de superfície é um requisito primário para sustentar a vida, mas um requisito para sustentar as condições secundárias necessárias para que a vida multicelular emerja e evolua. Os fatores secundários de habitabilidade são geológicos (o papel da água de superfície na sustentação das placas tectônicas necessárias) e bioquímicos (o papel da energia radiante no suporte da fotossíntese para a oxigenação atmosférica necessária). Mas outros, como Ian Stewart e Jack Cohen em seu livro de 2002 Evolving the Alien argumentam que a vida inteligente complexa pode surgir fora da zona habitável. A vida inteligente fora da zona habitável pode ter evoluído em ambientes subterrâneos, a partir de bioquímicas alternativas ou mesmo de reações nucleares.
Na Terra, várias formas de vida multicelulares complexas (ou eucariontes) foram identificadas com o potencial de sobreviver a condições que podem existir fora da zona habitável conservadora. A energia geotérmica sustenta antigos ecossistemas circunvizinhos, suportando grandes formas de vida complexas, como Riftia pachyptila. Ambientes semelhantes podem ser encontrados em oceanos pressurizados sob crostas sólidas, como as de Europa e Encélado, fora da zona habitável. Numerosos microrganismos foram testados em condições simuladas e em Órbita terrestre baixa, incluindo eucariontes. Um exemplo animal é o Milnesium tardigradum, que pode suportar temperaturas extremas bem acima do ponto de ebulição da água e o vácuo frio do espaço sideral. Além disso, os fungos liquenizados Rhizocarpon geographicum e Xanthoria elegans sobreviveram em um ambiente onde a pressão atmosférica é muito baixa para a água líquida de superfície e onde a energia radiante também é muito menor do que a que a maioria das plantas precisa para fotossintetizar. Os fungos Cryomyces antarcticus e Cryomyces minteri também são capazes de sobreviver e se reproduzir em condições semelhantes às de Marte.
Espécies, incluindo humanos, conhecidas por possuírem cognição animal requerem grandes quantidades de energia e se adaptaram a condições específicas, incluindo uma abundância de oxigênio atmosférico e a disponibilidade de grandes quantidades de energia química sintetizada a partir de energia radiante. Se os humanos colonizarem outros planetas, os verdadeiros análogos à Terra na zona habitável provavelmente fornecerão o habitat natural mais próximo; este conceito foi a base do estudo de 1964 de Stephen H. Dole. Com temperatura adequada, gravidade, pressão atmosférica e presença de água, a necessidade de trajes espaciais ou análogos de habitats espaciais na superfície pode ser eliminada, e a vida complexa na Terra pode prosperar.
Planetas na zona habitável continuam sendo de grande interesse para pesquisadores que procuram vida inteligente em outras partes do Universo. A equação de Drake, às vezes usada para estimar o número de civilizações inteligentes em nossa galáxia, contém o fator ou parâmetro ne, que é o número médio de objetos de massa planetária orbitando dentro da zona habitável de cada estrela. Um valor baixo dá suporte à hipótese da Terra Rara, que postula que a vida inteligente é uma raridade no Universo, enquanto um valor alto fornece evidências para o princípio da mediocridade copernicana, a visão de que a habitabilidade, e, portanto, a vida, é comum em todo o Universo. Um relatório da NASA de 1971 por Drake e Bernard M. Oliver propôs o "buraco de água", baseado nas linhas de absorção espectrais dos componentes de hidrogênio e hidroxila da água, como uma boa e óbvia banda para comunicação com inteligência extraterrestre que tem desde então foi amplamente adotado por astrônomos envolvidos na busca de inteligência extraterrestre. De acordo com Jill Tarter, Margaret Turnbull e muitos outros, os candidatos à zona habitável são os alvos prioritários para estreitar as buscas de buracos de água e o Allen Telescope Array agora estende o Projeto Phoenix a esses candidatos.
Como a zona habitável é considerada o habitat mais provável para a vida inteligente, os esforços do METI também se concentraram em sistemas que provavelmente têm planetas lá. A Teen Age Message de 2001 e a Cosmic Call 2 de 2003, por exemplo, foram enviadas para o sistema 47 Ursae Majoris, conhecido por conter três planetas com a massa de Júpiter e possivelmente com um planeta terrestre na zona habitável. A Teen Age Message também foi direcionada ao sistema 55 Cancri, que possui um gigante gasoso em sua zona habitável. A Message from Earth em 2008, e Hello From Earth em 2009, foram direcionados para o sistema Gliese 581, contendo três planetas na zona habitável, Gliese 581 c, d, e o não confirmado g.